# Ron Kellogg
Ronald A. Kellogg jr., detto Ron (Omaha, 19 dicembre 1962), è un ex cestista statunitense.

## Carriera
Dopo 4 stagioni con i Kansas Jayhawks, è stato selezionato al secondo giro del Draft NBA 1986 dagli Atlanta Hawks. Non ha tuttavia mai giocato in NBA, e ha continuato la carriera in CBA con i Topeka Sizzlers, gli Omaha Racers, gli Yakima Sun Kings; ha giocato anche in Belgio nel Racing Mechelen.
Con gli Stati Uniti ha disputato le Universiadi di Kōbe 1985.

## Palmarès
- Campionato belga: 1

Racing Mechelen: 1988-89